# Sint-Walburgakerk (Oudenaarde)

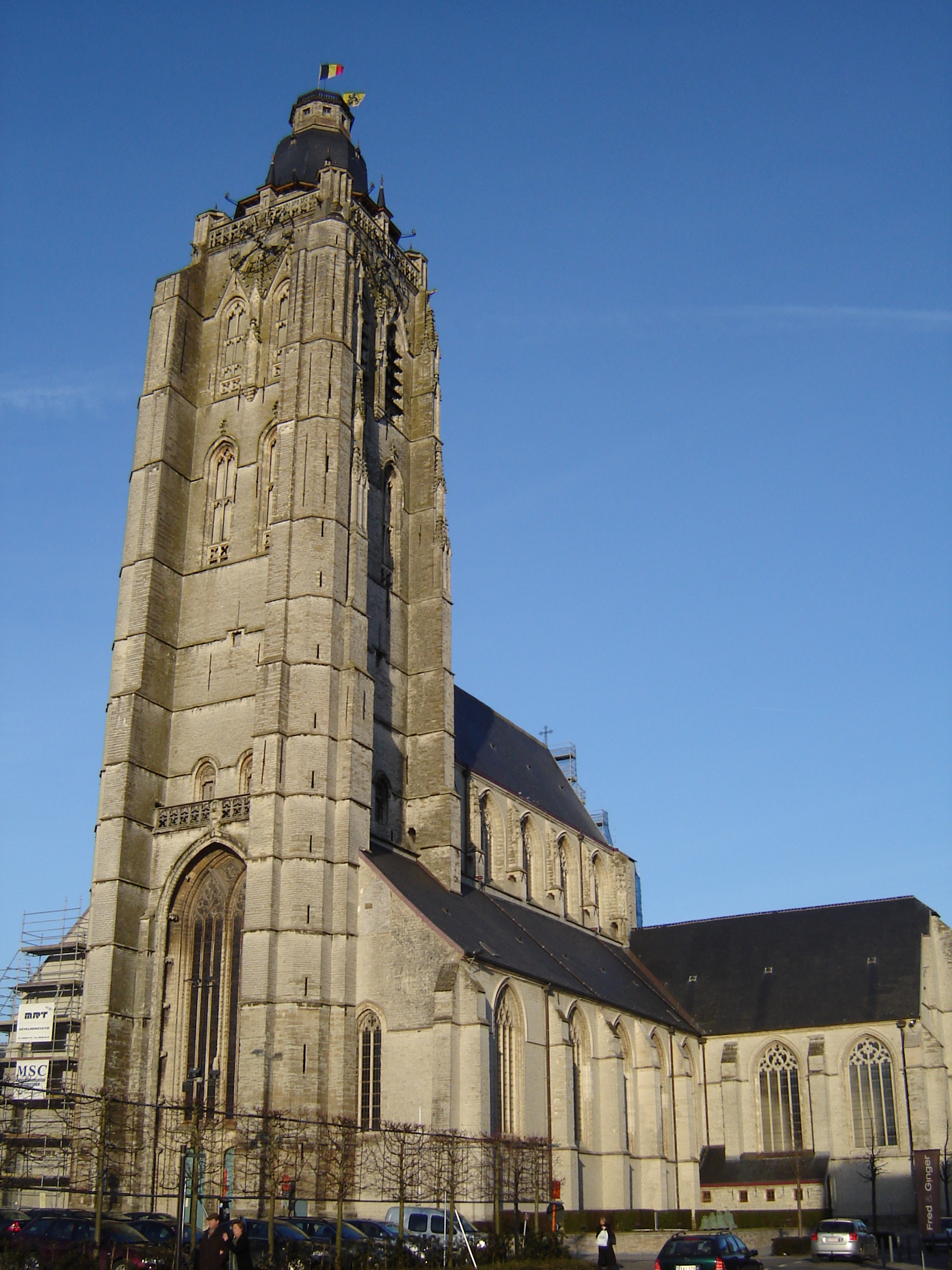
De Sint-Walburgakerk nabij de grote markt

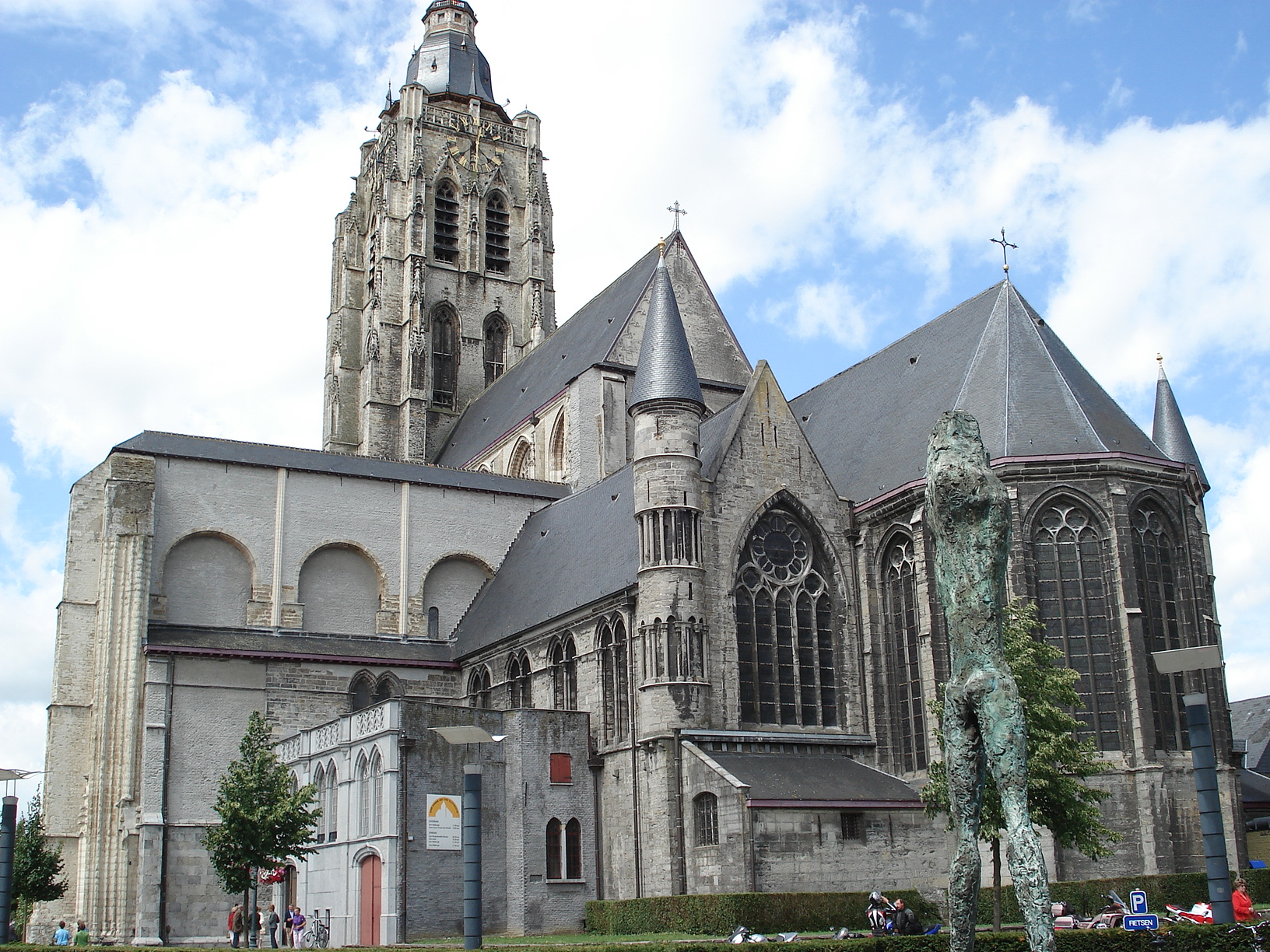
Achterkant van de Sint-Walburgakerk

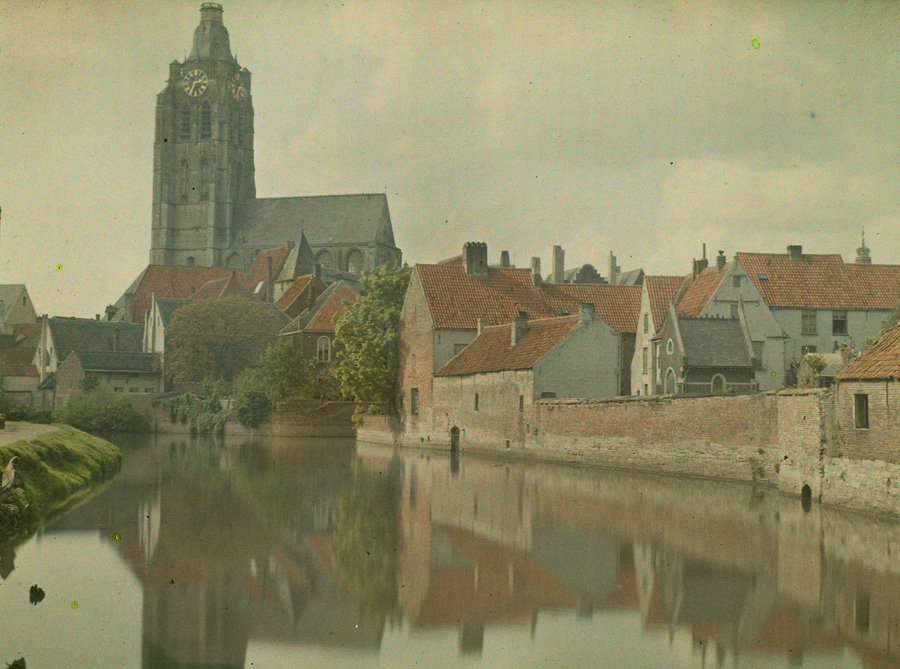
De kerk in 1913 op een autochroom van Georges Gilon

De Collegiale Sint-Walburgakerk is een kerk in de Belgische stad Oudenaarde, toegewijd aan Walburga, de patrones van Oudenaarde. De achterkant van de kerk paalt aan de grote markt.
De toren van Sint-Walburga (1498-1624) is 88 m hoog en vormt een duidelijk herkenningspunt tot ver in de omgeving. Als men vanuit Ronse richting Oudenaarde rijdt, heeft men een prachtig zicht op de kerk.

## Geschiedenis
Van de vroeggotische kerk, waarvan de bouwwerken aanvingen in de eerste helft van de 12e eeuw, rest nu nog slechts het koor in Doornikse kalksteen. In de 15e eeuw werd beslist de kerk te herbouwen in Brabantse gotiek. Boven de gotische toren bevindt zich een barokke kap uit 1620, uitgewerkt door de Oudenaardse kunstenaar en architect Simon I de Pape.
In de kerk hangt o.a. 'De kruisafneming', een schilderij door Simon II de Pape, zoon van kunstenaar-architect Simon de Pape.
Oudenaarde werd een middelgrote stad met 5737 inwoners in 1458. De stad gaf zich een nieuw uitzicht, haar nieuwe rang waardig, met de vernieuwde Sint-Walburgakerk. Dat de plannen voor deze kerk slechts voor een derde gerealiseerd werden, illustreert de Oudenaardse overmoed tijdens deze grootse periode.

### Beeldenstorm
Van het middeleeuws interieur is niets overgebleven, alles werd verwoest tijdens de beeldenstorm in 1566. De huidige interieurstoffering is in barok en laatbarokstijl uitgevoerd. De kerk is bijzonder rijk aan beeldhouwwerk, polychrome beelden, schilderijen en wandtapijten. 

### Onafgewerkt
Sint-Walburga is de hoofdkerk van Oudenaarde. Deze bestaat eigenlijk uit twee delen en is nooit afgewerkt. Indien de kerk afgewerkt zou zijn dan zou zij komen tot midden op de markt.
Binnenin ziet men twee periodes:
- Een 13e-eeuws koor in vroege Scheldegotiek - overblijfsel van de oorspronkelijke kerk (herbouwd in 1150 na een brand in 1126).
- De benedenkerk is gebouwd in Brabantse gotiek (15e-16de eeuw). De bouwdata van de verschillende partijen zijn :
  - ca. 1422-1500: bouw van de torenromp met twee zijdelingse traptorens.
  - 1501-1506: gedeeltelijke afbraak van de oude kerk
  - 1506-1513: bouw van de nieuwe benedenkerk, waarbij eerst de steunen van het schip worden geplaatst; de zuidbeuk met kapellen is klaar in 1509 en de noordbeuk in 1510.
  - de overwelving is af in 1514.
  - Tussen 1514 en 1532 vordert de bouw nu zeer traag en vanaf 1532 ziet men af om de nieuwe kerk af te werken en worden beide gebouwen aan elkaar gelast: de onvoltooide benedenkerk wordt verbonden met het koor van de oude kerk, zoals vooral te zien is aan de buitenzijde van de Sint-Walburgakerk.
- Een barokke kap uit 1620 boven op de gotische toren, door de architect Simon de Pape. De stenen koker met venstertjes vertoont gelijkenis met een lantaarn. De torenspits brandde in 1804 af na blikseminslag. Hij werd niet meer heropgebouwd.

### Oorlogsgeweld
Tijdens het oorlogsgeweld van 1 november 1918 tijdens de Slag aan de Schelde werd de kerk zwaar beschadigd vooral de toren en het koor. Alle kerken rondom Oudenaarde ten westen van de Schelde werden vernield. Sint-Walburga Oudenaarde, Eine, Heurne, Bevere, Moregem, Petegem. De glasramen zijn nog steeds niet hersteld in hun vroegere luister.
De kerk werd opnieuw beschoten tijdens de Tweede Wereldoorlog in 1940. De schade was eerder gering, toch duurde het tot 1949 vooraleer ook deze schade volledig hersteld was.
In 2019 werd de kerk gerestaureerd .

## Orgels
Reeds in de 15de eeuw is er sprake van een groot orgel in de Walburgakerk: in 1498 onderhoudt Josse de Buus het grote orgel. Er was dus ook een klein orgel in diezelfde kerk. Rond 1542-1543 bouwt 'meester Cornelis de Moor' een nieuw groot orgel. Dit orgel werd meermaals vernieuwd, onder andere door de bekende Gentse orgelbouwer Pieter Van Peteghem in 1757. In 1910 werd dit orgel verkocht. Het huidige instrument dateert uit 1912 en is van de Brusselse orgelbouwer Georges Cloetens (1871-1949). Bij de recente restauratie (2013) werd de orphéal gereconstrueerd, een tongwerkregister dat in het ontwerp voorzien was. Hiermee is een unicum voor Vlaanderen gerealiseerd. Van dit register zijn slechts twee bijkomende exemplaren bekend (in Viroinval en Caïro).
Sinds februari 2019 bezit de Walburgakerk ook een koororgel in de winterkapel van orgelbouwer Hendrik Jan Vierdag dat in 1963 werd gebouwd voor de protestantse wijkgemeente 'De Ontmoeting' in Geuzenveld-Slotermeer, Amsterdam Nieuw-West.

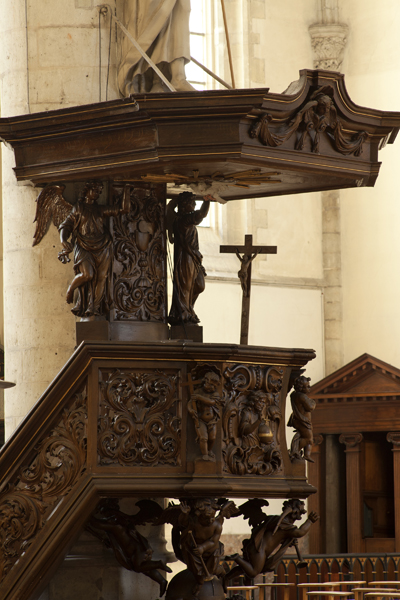
Preekstoel
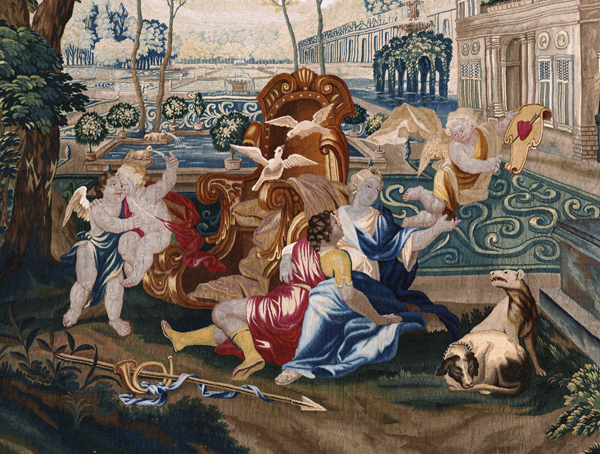
Wandtapijt
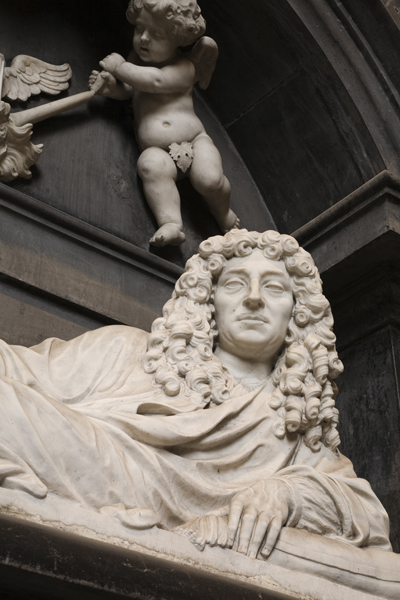
Praalgraf van Claude Talon
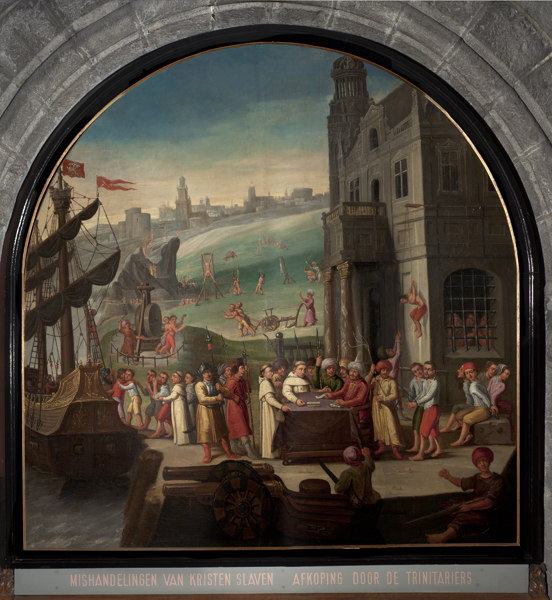
Schilderij Christenslaven
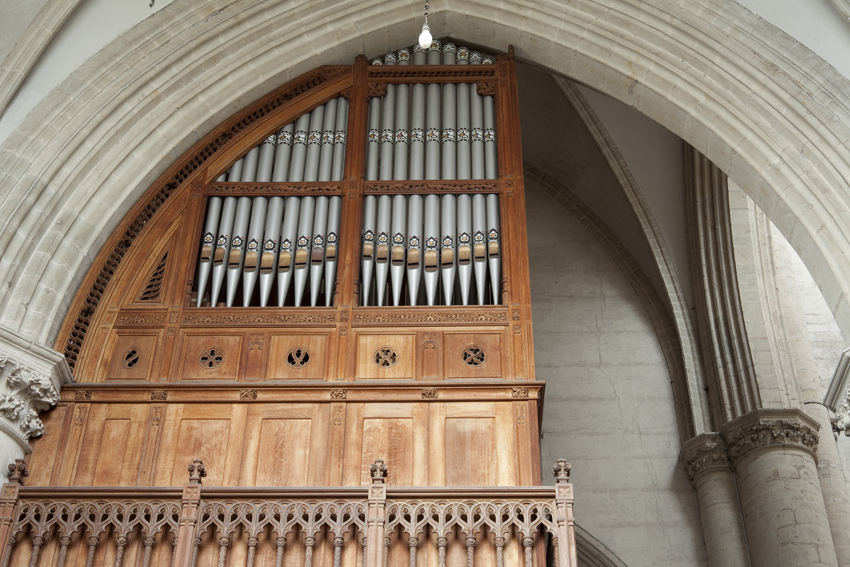
Orgel
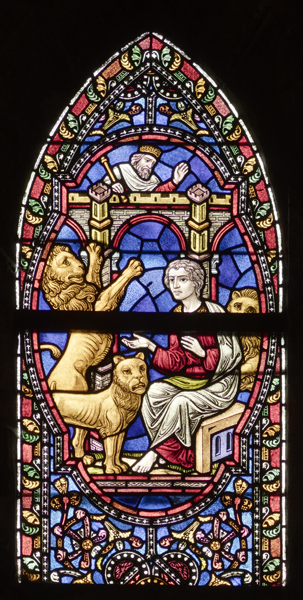
Glasraam (Gustave Ladon)

## Beiaard
Volgens de officiële geschiedschrijving is de eerste handbespeelde beiaard in Oudenaarde geplaatst. In 1510 levert een zekere Jan van Spiere in opdracht van het stadsbestuur 'een clavier in torrekin om te beyaerdene'. Deze beiaard was geplaatst in het stadhuis.
In 1967 mocht Oudenaarde zijn nieuwe beiaard in ontvangst nemen. Het instrument telt 49 klokken, is 15.000 kg zwaar en werd gegoten door Petit & Fritsen uit het Nederlandse Aarle-Rixtel.

## Doornikse en Balegemse steen
De oudere gedeelten zijn opgetrokken in Doornikse steen die aangevoerd werd langs de Schelde terwijl voor de meer recente gedeelten gebruikgemaakt werd van Balegemse steen. Deze heeft het hard te verduren van de zure regen. Ook binnenin is de evolutie in de bouwwijze merkbaar. Het contrast tussen het donkere koorgedeelte en het helverlichte gotische schip is opvallend.

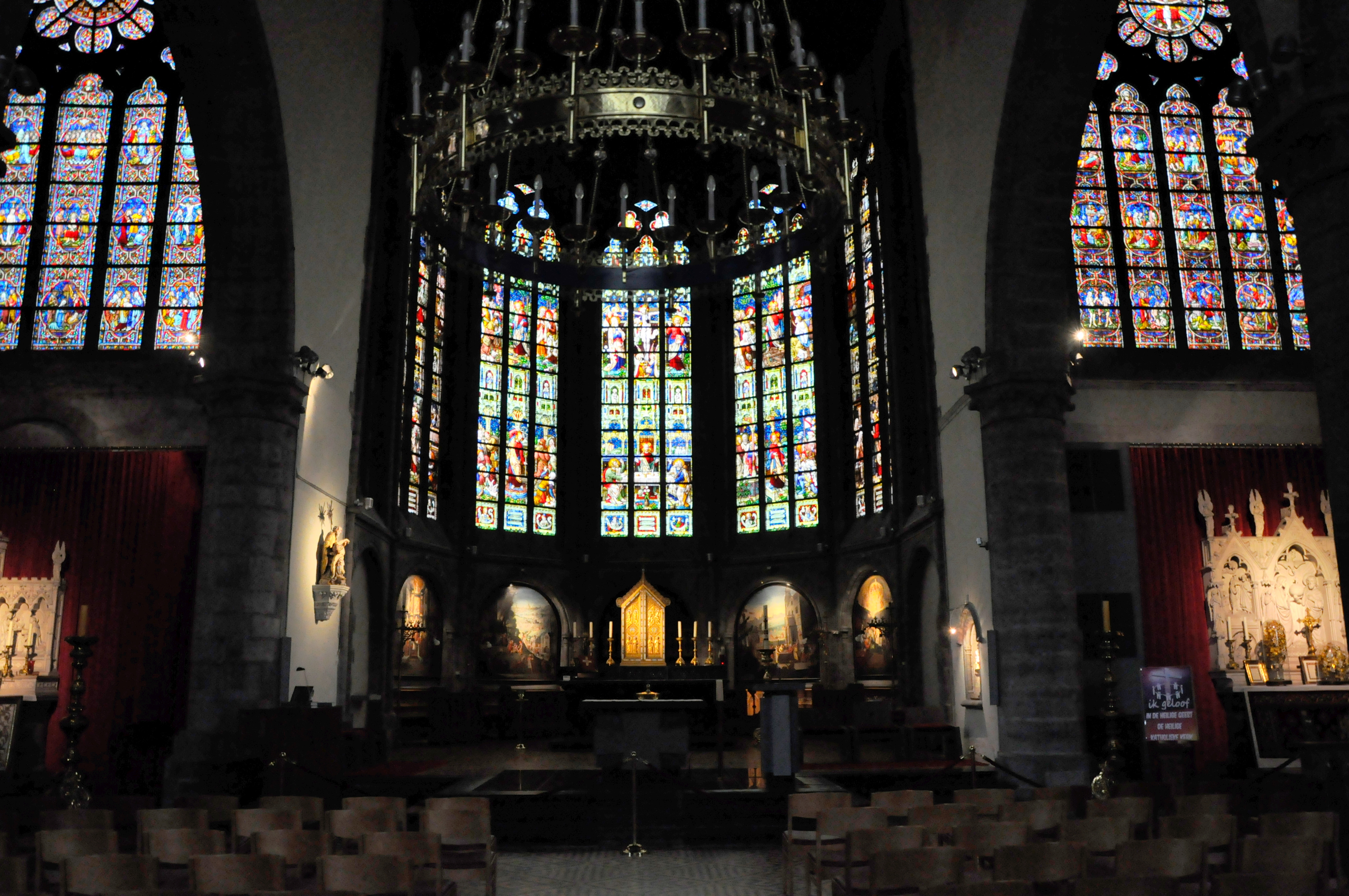
Het priesterkoor
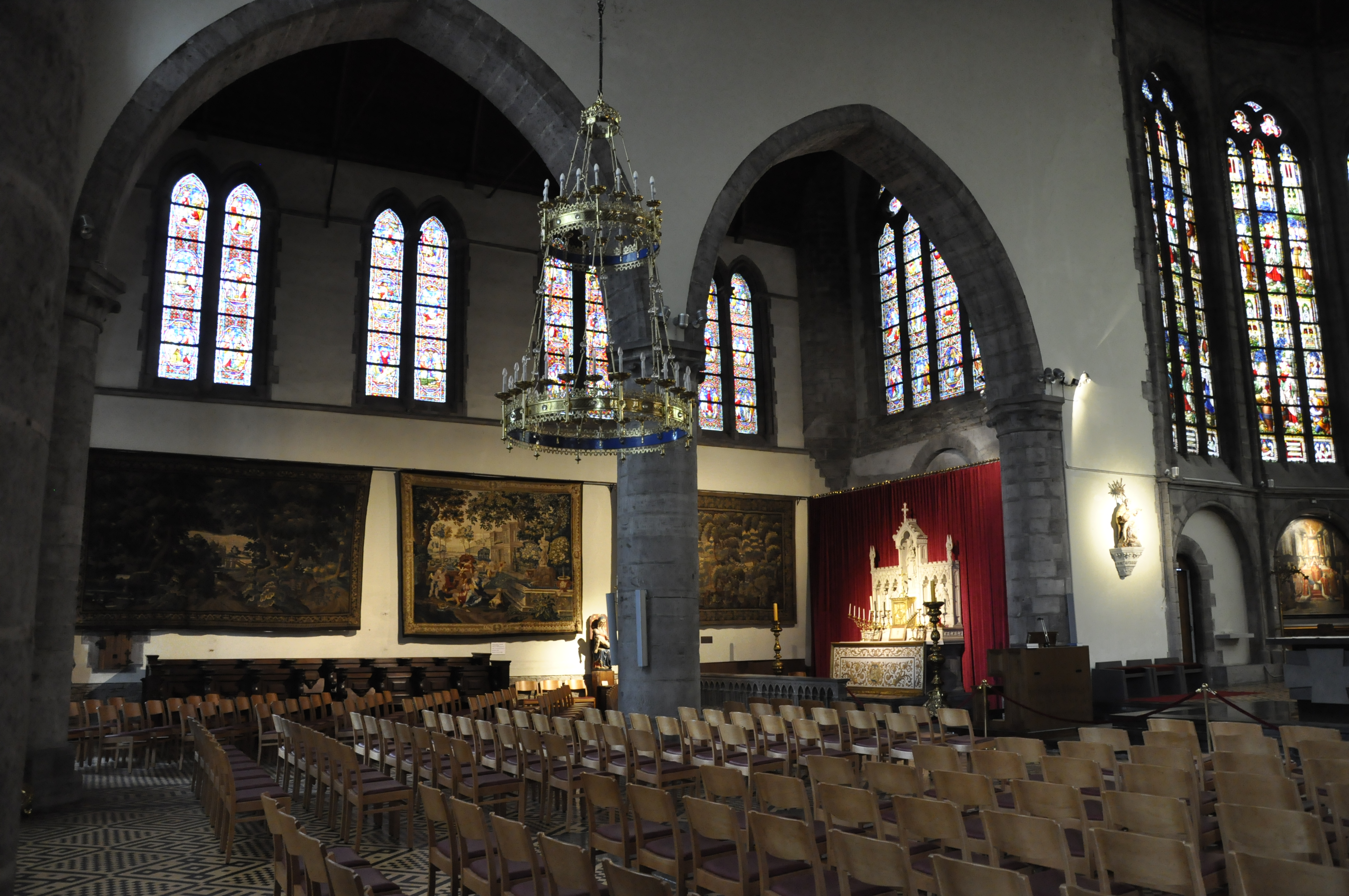
Wandtapijten in de kerk
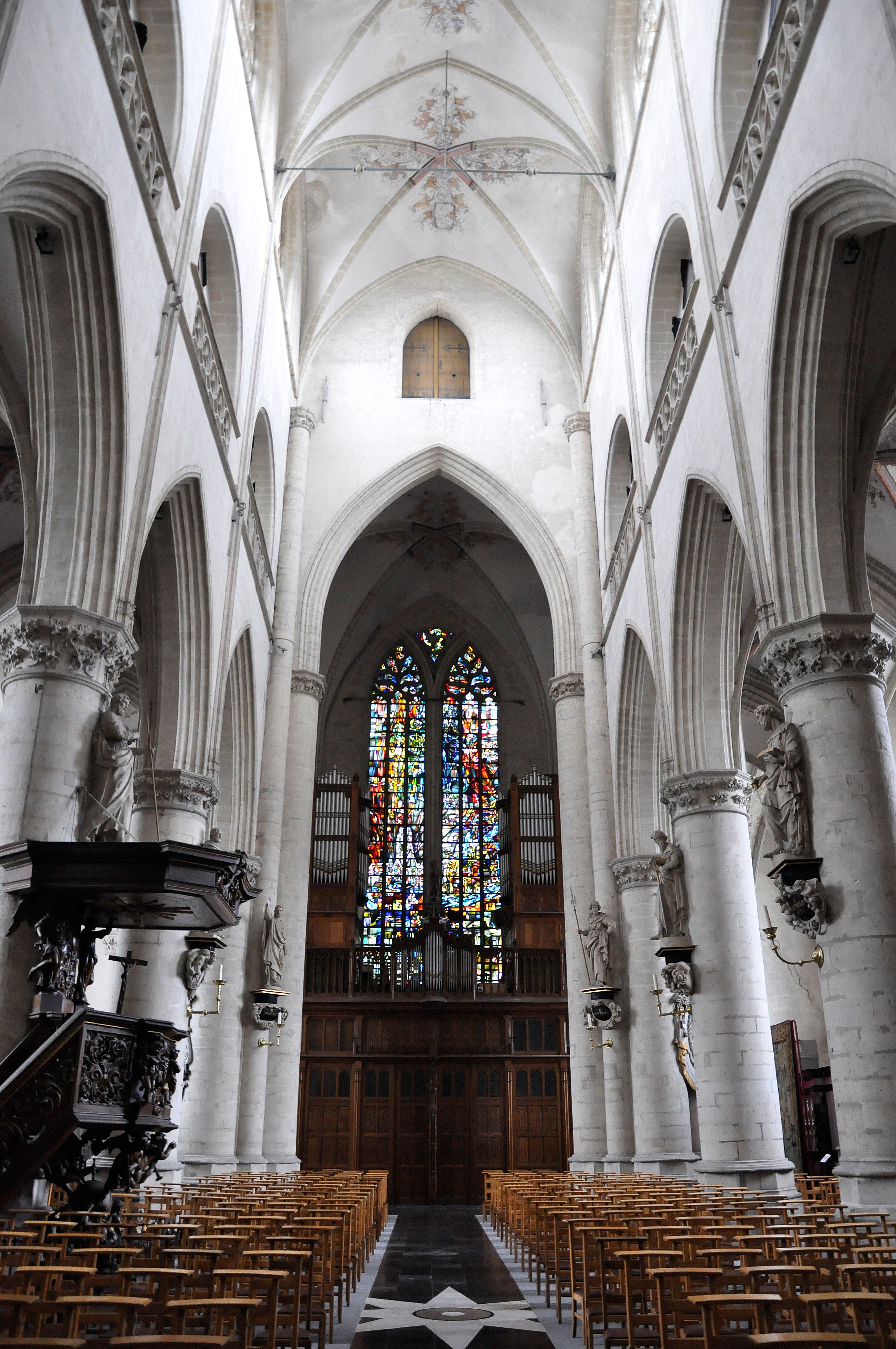
Achterste deel van het schip en het kerkorgel
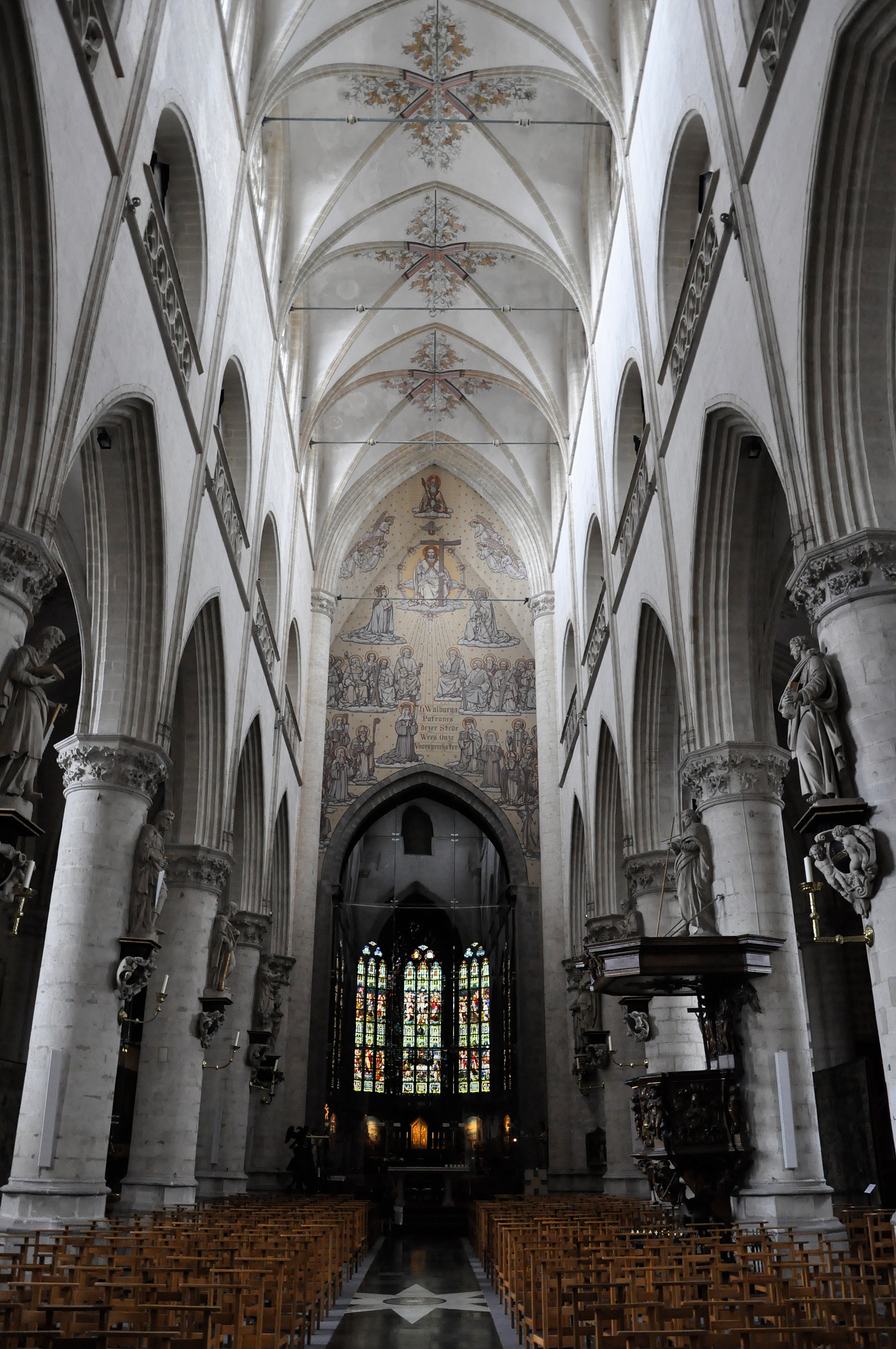
Een voorste deel van het schip en het met glas afgesloten priesterkoor
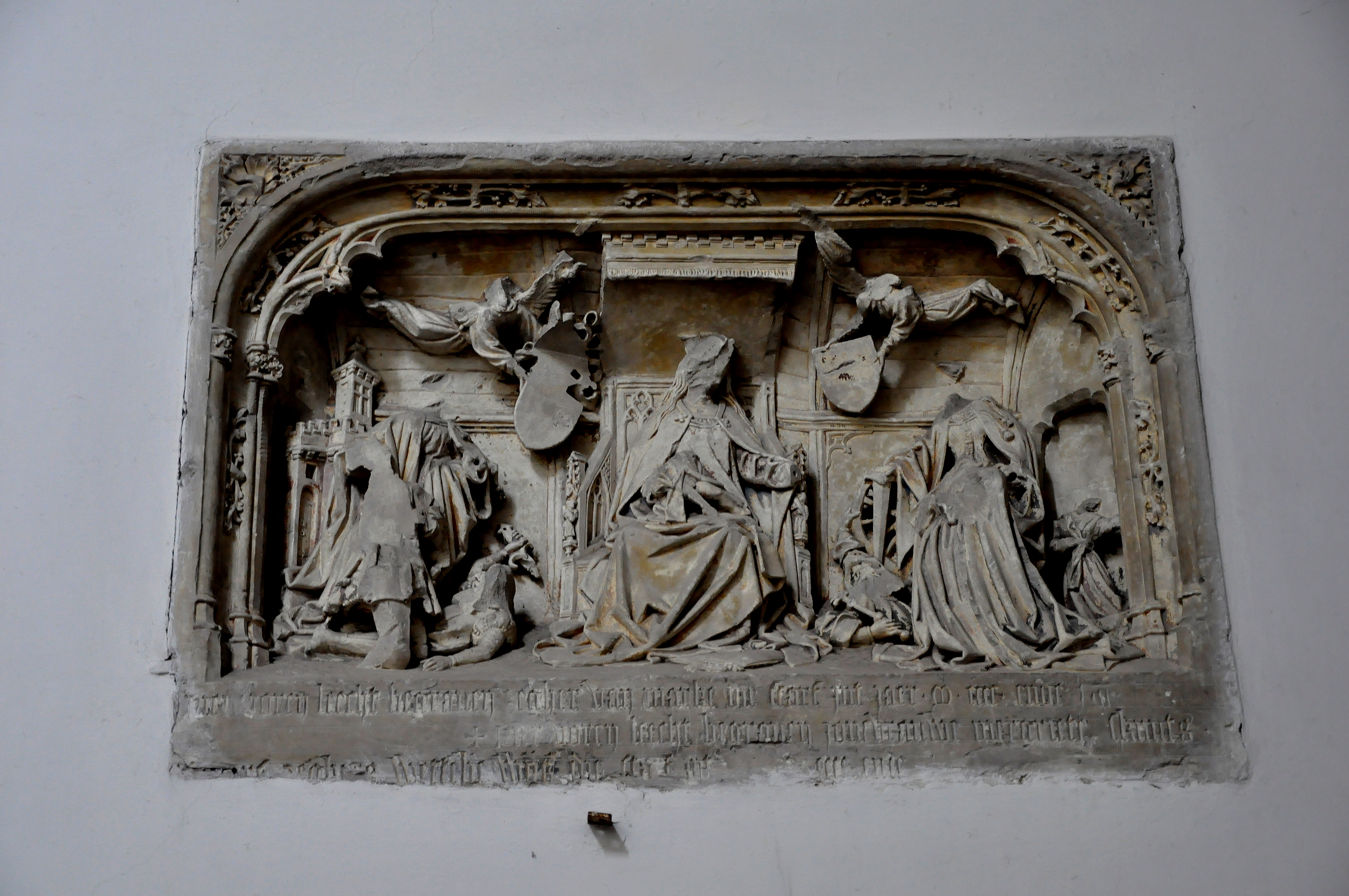
Grafmonument geschonden door beeldenstormers
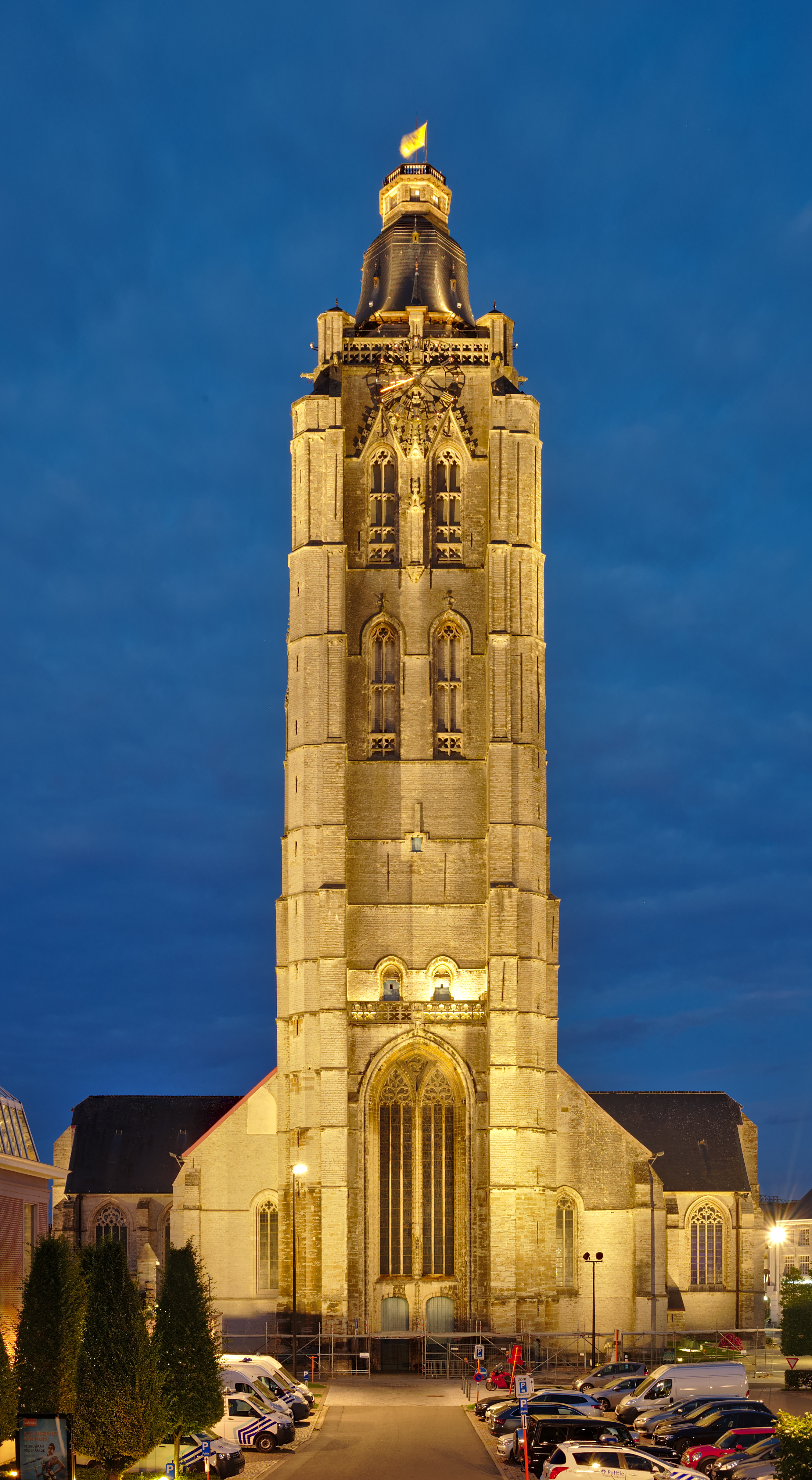
Sint-Walburgakerk